# René Le Senne
Pour les articles homonymes, voir Le Senne.
Ernest René Le Senne (Elbeuf, 8 juillet 1882 - Neuilly-sur-Seine, 1er octobre 1954), est un philosophe français, métaphysicien, anthropologue et psychologue. Il appartient au courant spiritualiste et à la philosophie des valeurs. Il est resté célèbre pour avoir fondé la caractérologie française. Il est fondateur avec Louis Lavelle de la collection « Philosophie de l'Esprit ».

## Biographie
René vient au monde dans le foyer d'Ernest-Joseph-Pierre Le Senne, entrepreneur de travaux publics (fils d'un maréchal-ferrant de la Somme), et de Claire Mérat (fille d'un aubergiste de la Marne et veuve de Pierre Pichat), en 1882, rue de la Rigole à Elbeuf. Ses parents s'étaient mariés à Paris II deux ans plus tôt.
Normalien (1903-1906) et agrégé de philosophie (1906), il est d’abord professeur d’enseignement secondaire et de classes préparatoires, au lycée Thiers de Marseille. Il y enseigne notamment à André Philip, avec lequel il se lie d'amitié.

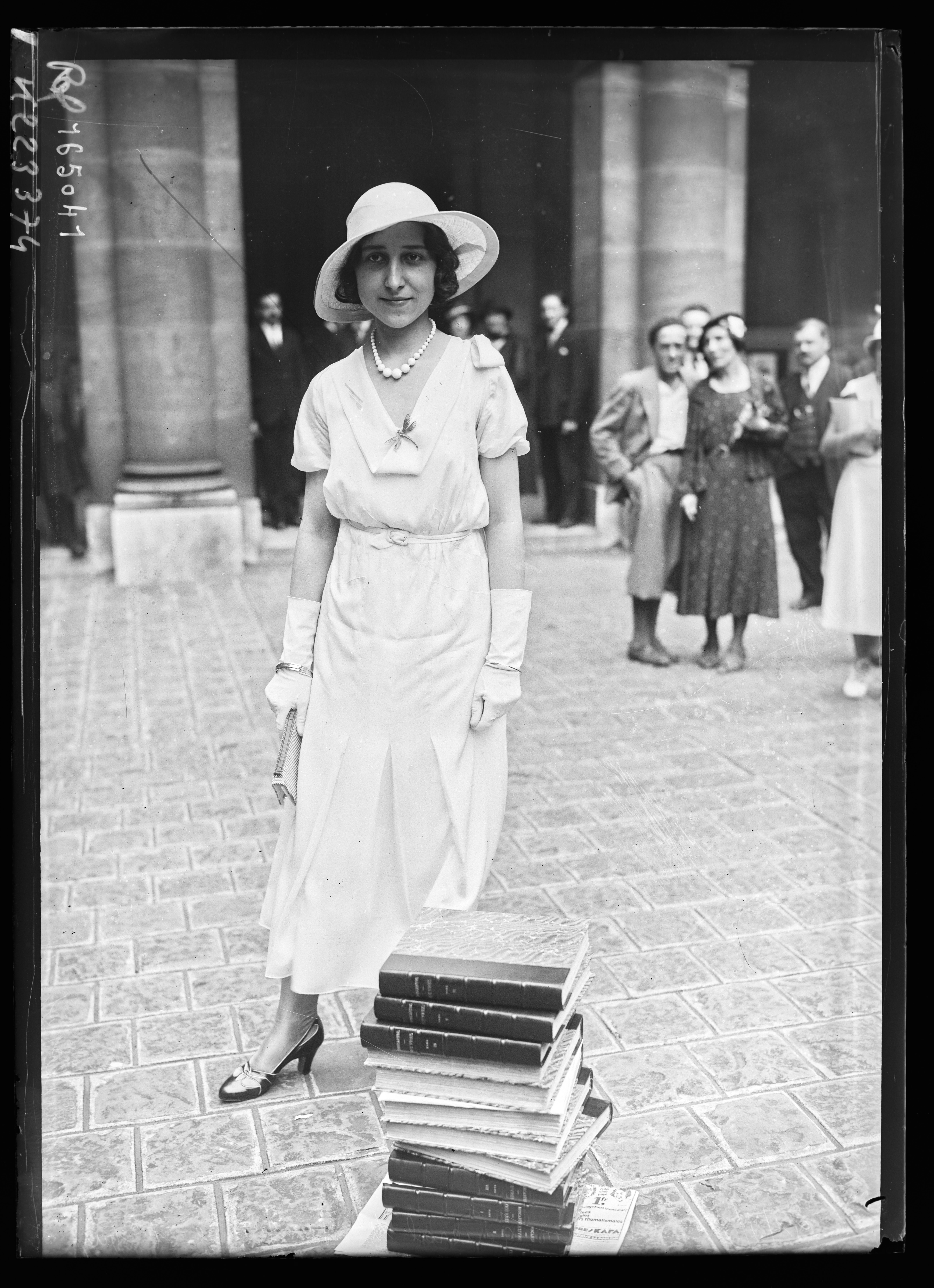
Sa fille, Jacqueline Le Senne, 1er prix de philosophie au concours général (juillet 1932)

Il enseigne ensuite brièvement à l'université de Nancy (1941), puis au lycée Louis-le-Grand à Paris. Il est enfin nommé maître de conférence puis professeur titulaire à la Sorbonne en 1942, dans la Chaire de Psycho-pédagogie puis dans la chaire de Philosophie morale. Il en sera professeur honoraire en 1952.
Membre de l'Académie des sciences morales et politiques (1948), président de l'Institut international de philosophie (1952), il sera aussi membre du Comité d'honneur de la Société française de Graphologie, s'intéressant avec le graphologue Émile Caille aux connexions entre caractérologie et graphologie.
Pour défendre, contre le positivisme, la mission de la philosophie dans sa plus haute ambition : la métaphysique, il fonde en 1934 et dirige avec Louis Lavelle la collection « Philosophie de l'Esprit » aux éditions Aubier. Aux Presses Universitaires de France, il dirige la collection « Logos » (introductions à l'enseignement supérieur), et depuis 1947 la collection « Caractères – Caractérologie et analyse de la personnalité », qui groupe l'école caractérologique.
Une trentaine de missions philosophiques le conduisent à l'étranger depuis 1945. Il fut docteur honoris causa de l'Université de Louvain, associé de l'Académie des Sciences de Turin, de l'Académie de Bologne, de l'Académie des Sciences morales et politiques de Madrid et membre d'honneur de l'Allgemeine Gesellschaft für Philosophie.
Gravement malade, il meurt à Neuilly-sur-Seine le 1er octobre 1954 et est enterré au cimetière du Père-Lachaise (52e division). Il avait épousé à Aix-en-Provence le 18 juillet 1912 Joséphine-Cécile Allier (1883-1973), fille d'un professeur d'agronomie, dont il aura une fille : Jacqueline.
Il était officier de la Légion d'honneur.

## La philosophie des valeurs
La méditation des œuvres d'Octave Hamelin l'oriente vers un idéalisme absolu qui privilégie la notion de fonctions de la conscience par rapport à celle, kantienne, de catégories de la pensée. Tout en critiquant certains aspects du bergsonisme (comme l'anti-intellectualisme ou l'importance excessive accordée à la durée), il l'intègre à sa réflexion que Rolf Kühn qualifie d'« idéo-existentialisme ». L'expérience de la contradiction vécue en tant qu'obstacle et définie comme « contre-être » est le point de départ de la réflexion de Le Senne. « Je souffre, donc je suis », tel est le cogito lesennien. Mais tout obstacle est une invitation à le surmonter. Ce courage de l'affrontement des difficultés, Le Senne le nomme devoir. Le devoir est la force morale qui fait passer ce-qui-est à ce-qui-doit-être. Le devoir-être est le premier principe de l'être qui suscite l'avenir, prescrit les finalités. Le devoir moral ou devoir-faire n'est qu'une spécificité de ce devoir fondamental.
À partir de ce socle, Le Senne élabore une philosophie des valeurs qui subordonne le devoir à une plus haute instance, « l’esprit agissant qui est Valeur, vie surabondante. » Dès lors, l'ordre des valeurs (l'axiologique) transcende l'opposition entre l'ontologique (ce-qui-est) et le déontologique (ce-qui-doit-être). Le postulat spiritualiste de la doctrine axiologique est que « l'absolu est, dans son fond, valeur infinie ». C'est cette valeur qui est source de tout devoir. La Valeur absolue se diffracte en l'homme sous les espèces des quatre valeurs cardinales : Vérité, Bien, Beauté, Amour, qui se combinent les unes les autres en des synthèses indéfiniment complexes. Chaque valeur particulière qui en résulte est une épiphanie de la transcendance.
Le philosophe est-il en droit d'identifier la Valeur avec le nom de Dieu ? Le Senne franchit le pas en montrant que l'homme, dans ses activités de participation avec l'Esprit révèle l'Absolu comme une Personne souveraine, source de toute autre personnalisation plutôt que comme un idéal abstrait. Dieu est celui qui rend la Valeur non seulement possible, mais encore effective, réelle, capable de se concrétiser. Sous le nom de Dieu, la Valeur suprême se révèle amour infini. Cet amour est au cœur de la relation humano-divine. Telle est, selon Le Senne, la justification philosophique du christianisme.
Dans son dernier ouvrage La destinée personnelle (1951), Le Senne estime que si l'individu est passif, sa destinée deviendra un destin en le livrant au déterminisme des facteurs naturels et historiques, mais s'il réagit dans le sens de la destination qui résulte de l'adaptation de son caractère aux exigences de la valeur qu'il est fait pour servir, il remplira sa vocation et s'engagera dans la voie de son salut. Ainsi, après avoir établi la classification des caractères (cf. ci-dessous), Le Senne conclut que la destinée humaine d'une personne responsable consiste à mettre son caractère au service de la valeur particulière que sa vocation propre lui désigne, et que de cette fidélité ou de cette trahison à ses propres valeurs découlera son bonheur ou son malheur.
L'objet de ses travaux était d'adapter aux conditions de la pensée de son époque la tradition spiritualiste française de Descartes, Malebranche, Maine de Biran, Bergson, Hamelin et Lavelle, et de s'opposer radicalement à Sartre et aux marxistes dont la destinée philosophique sombrera une génération plus tard.

## La caractérologie
Si l'œuvre de René Le Senne ne se limite pas à sa production en matière de caractérologie, la qualité de son Traité de Caractérologie, publié en 1945, lui a donné une notoriété sans précédent. Mais c'est avec Gaston Berger, qui a complété le modèle du maître, que la caractérologie a connu son vrai succès dans le public et chez de nombreux chercheurs.

### La classification de Groningue
René Le Senne souligne particulièrement, parmi tout ce qu'il a exploité pour sa synthèse, les travaux de deux professeurs néerlandais de l'université de Groningue vers 1910 : Heymans, et le psychiatre Wiersma. Comme son propre traité qui en est un développement magistral, ces travaux combinaient une exploitation des données contenues dans des biographies et celle de données statistiques portant sur une population ordinaire. La « classification de Groningue » est donc le titre donné par Le Senne lui-même à la forme initiale et strictement universitaire des bases qu'il développe dans son ouvrage.

### Le caractère selon René Le Senne
Dès les premières lignes de l'introduction de son traité, René Le Senne définit résolument le caractère comme « l'ensemble des dispositions congénitales qui forme le squelette mental d'un homme ». L'auteur développe et précise de belle manière cette définition quelque peu abstraite et métaphorique, mais il insiste avant tout sur la stabilité qu'il faut reconnaître au caractère tel qu'il le conçoit.
Cette fixité ainsi soulignée, René Le Senne emploie alors les concepts de « personnalité » ou de « moi » pour les formes ou aspects partiellement imprévisibles que peut prendre le caractère dans un destin particulier, c'est-à-dire en se révélant à travers des événements et circonstances ou comme modulé par la capacité de maîtrise partielle qu'il reconnaît à l'individu face à ses données natives. Dans son traité, le philosophe, qui n'est jamais loin du psychiatre, souligne à maintes reprises ce que l'individu réel – chaque homme – peut envisager de faire de ce caractère, alors qu'une approche scientifique étroite tendrait à rendre à ce donné une forme implacable.

### Les trois propriétés constitutives
Comme leur nom l'indique, le caractère présente trois propriétés :
- l'émotivité ;
- l'activité ;
- le retentissement des représentations (primarité ou secondarité).

Si plusieurs facteurs seront décelés et introduits ultérieurement dans le traité ou après lui, ces trois propriétés sont celles dont la combinaison chez les individus marque le plus fondamentalement le caractère.
Les combinaisons extrêmes, c'est-à-dire dans lesquelles les propriétés présentent soit leur minimum, soit leur maximum, conduisent directement à une typologie : typologie dans laquelle personne ne devrait se reconnaître mais dans laquelle chacun peut se retrouver.

### Les formules des types de base
Selon l'ordre de présentation du traité, les huit types de base (déjà élaborés par Heymans et Wiersma) résultant des combinaisons des propriétés constitutives sont :

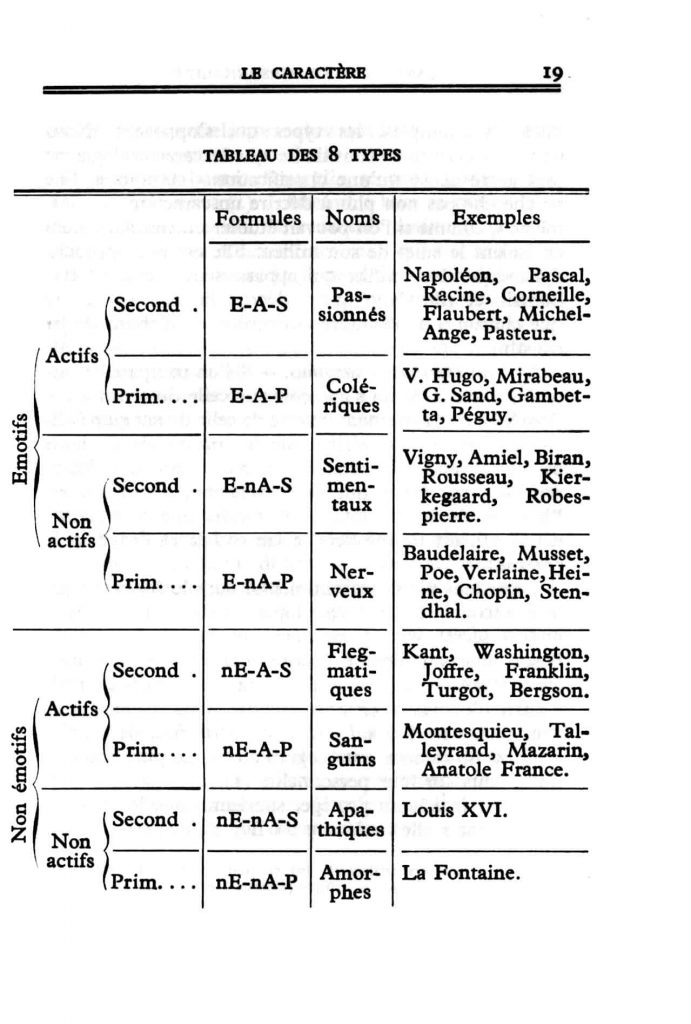
Tableau des 8 caractères que donne Le Senne dans son Traité de caractérologie (p. 19)

- le type émotif-inactif-primaire nommé nerveux ou EnAP ;
- le type émotif-inactif-secondaire nommé sentimental ou EnAS ;
- le type émotif-actif-primaire nommé colérique ou actif exubérant ou EAP ;
- le type émotif-actif-secondaire nommé passionné ou EAS ;
- le type non émotif-actif-primaire nommé sanguin ou réaliste ou nEAP ;
- le type non émotif-actif-secondaire nommé flegmatique nEAS ;
- le type non émotif-non actif-primaire nommé amorphe ou nEnAP ;
- le type non émotif-non actif-secondaire nommé apathique ou nEnAS.

On observe que deux par deux, ces types présentent deux propriétés communes pour une seule les différenciant. Mais les proportions s'inversent en quelque sorte dans les conséquences exprimées par le caractère. En effet, les descriptions extrêmement riches que René Le Senne fait de ces types montrent qu'un monde sépare généralement deux types qui ne s'opposent pourtant que par une propriété.
L'essentiel de l'œuvre de René Le Senne procède de son talent pour nourrir les déductions permises par son modèle (et la classification de Groningue) d'une multitude d'éléments plus humains tirés de ses nombreuses et perspicaces lectures, en particulier de biographies et de journaux intimes ou mémoires. Plusieurs de ses successeurs continueront dans cette voie. Cette collectivité a donné naissance à la Collection "Caractères" (P.U.F.), à la confection de questionnaires permettant d'évaluer les facteurs secondaires (É. Caille, Gex), de prendre en considération les effets du caractère sur l'exercice de l'intellect (Maistriaux) ou sur les caractéristiques graphologiques (René Resten).
Le projet caractérologique rejoint celui, plus ambitieux des biotypologies, telles celles de Martiny, Viola, Pende, Mac-Auliffe, Sheldon.

### Les facteurs complémentaires
Dits « facteurs de tendances », ces facteurs sont en périphérie de l'œuvre de René Le Senne comme ils sont eux-mêmes en périphérie de la typologie de base. Leur objectivité est plus problématique et leur utilité est aussi moins manifeste. Il importe avant tout de comprendre les types de base même si cela peut passer aussi par la considération des facteurs complémentaires qui peuvent parfois faire écran.
Les facteurs présentés par Gaston Berger sont les suivants :
- l'ampleur du champ de conscience (sans rapport immédiat avec l'étroitesse d'esprit) ;
- l'avidité ;
- la polarité Mars et Vénus ;
- les intérêts sensoriels ;
- la tendresse ;
- la passion intellectuelle.

Gaston Berger a publié un questionnaire qui, associé à son ouvrage d'initiation, permet à chacun de se situer et de se connaître un peu plus par rapport à la typologie proposée par la caractérologie néerlando-française.

## Publications
- Introduction à la philosophie, 1925
- Obstacle et valeur, Paris, Aubier 1934
- La découverte de Dieu, Paris, Aubier, 1955
- Traité de morale générale, Paris, P.U.F., 1942
- Le devoir, Paris, Alcan, 1930
- Traité de caractérologie, Paris, P.U.F., 1945
- Introduction à la philosophie, Paris, P.U.F., 1949
- Le mensonge et le caractère, Paris, Alcan, 1930
- La destinée personnelle, Paris, Flammarion, Bibliothèque de philosophie scientifique, 1951

Articles
- La découverte de Dieu, recueil d'articles posthumes, 1955
- Le devoir comme principe de toute valeur, Bulletin de la Société française de philosophie, 1932
- Qu'est-ce que la valeur ?, Bulletin de la Société française de philosophie 1946.

### Études sur sa pensée
- Jean Paumen, Le spiritualisme existentiel de René Le Senne, Paris, Presses Universitaires de France, 1949
- Gaston Berger, Notice sur la vie et les travaux de Rene Le Senne, Paris, Firmin-Didot, 1956
- André-A. Devaux, René Le Senne ou Le combat pour la spiritualisation, Paris, Seghers, coll. « Philosophes de tous les temps », 1966.
- (it) Giovanni Magnani, Itinerario al valore in R. Le Senne, éd. Pontificia Università Gregoriana, 1971,  (ISBN 8876523472), texte partiellement en ligne
- Jules Pirlot, Destinée et valeur. La Philosophie de René Le Senne, Presses universitaires de Namur, 1953,  (ISBN 2870370237), texte partiellement en ligne
- Lucien Rwabashi, Dieu dans la philosophie de René Le Senne, Imprimerie Saint-Paul, 1968